# 이명희 (1943년)
이명희(李明熙, 1943년 9월 5일~)는 신세계그룹 총괄회장을 맡고 있는 대한민국의 기업인이다.
삼성그룹 창업주 이병철의 딸이며, 삼성그룹 제2대 회장인 이건희의 여동생이다. 남편은 제4·5대 국회의원을 지낸 삼호방직 정상희 회장의 차남인 신세계그룹 명예회장 정재은이다.

## 학력
- 이화여자고등학교 졸업
- 이화여자대학교 생활미술학 학사

## 경력
- 1979년 신세계백화점 영업담당 이사
- 1980년 신세계백화점 상무
- 1997년 신세계백화점 부회장
- 1998년~2024년 신세계그룹 회장
- 2024년~신세계그룹 총괄회장

## 가족 관계
| 관계         | 이름   | 출생일          | 사망일           | 직위               |
| ------------ | ------ | --------------- | ---------------- | ------------------ |
| 아버지       | 이병철 | 1910년 2월 12일 | 1987년 11월 19일 | 삼성그룹 창업주    |
| 어머니(친모) | 박두을 | 1907년 11월 8일 | 2000년 1월 3일   |                    |
| 언니         | 이인희 | 1929년 1월 30일 | 2019년 1월 30일  | 한솔그룹 고문      |
| 오빠         | 이맹희 | 1931년 6월 20일 | 2015년 8월 14일  | CJ그룹 명예회장    |
| 오빠         | 이창희 | 1933년 5월 24일 | 1991년 7월 19일  | 새한그룹 창업주    |
| 언니         | 이숙희 | 1935년          |                  |                    |
| 언니         | 이순희 | 1939년          |                  | 제일기획 고문      |
| 언니         | 이덕희 | 1940년          |                  |                    |
| 오빠         | 이건희 | 1942년 1월 9일  | 2020년 10월 25일 | 삼성그룹 회장      |
| 장인         | 정상희 | 1907년 8월 7일  | 1931년 3월 7일   | 제1공화국 국회의원 |
| 배우자       | 정재은 | 1938년 3월 15일 |                  | 조선호텔 명예회장  |
| 아들         | 정용진 | 1968년 9월 19일 |                  | 신세계그룹 회장    |
| 딸           | 정유경 | 1972년 10월 5일 |                  | 신세계 회장        |
| 계모         | 구로다 | 1922년          | 2007년           |                    |
| 남동생       | 이태휘 | 1947년          |                  | CJ제일제당 상무    |
| 여동생       | 이혜자 | 1952년          |                  |                    |
| 조카         | 이재용 | 1968년          |                  | 삼성전자 회장      |
| 조카         | 이부진 | 1970년          |                  | 호텔신라 사장      |
| 조카         | 이서현 | 1973년          |                  | 삼성물산 사장      |

## 재산 관련
2008년 3월 포브스가 발표한 바에 따르면 이명희 회장의 재산은 약 20억 달러로, 세계 605위를 차지한다. 또한 국내 제일 여성 부호(2009년)로 알려져 있다.

## 그외 사항
- 1979년 신세계백화점 영업사업본부 이사로 첫 출근하던 전날, 부친인 이병철 당시 삼성그룹 회장으로부터 "누군가에게 맡겼으면 전적으로 신뢰하고, 서류에 사인하려고 하지 마라”는 경영 지침을 받았다고 한다. 실제로 신세계그룹 결재 서류에는 회장 서명란이 없으며, 구학서 부회장은 사주에게 정례 보고를 하는 일이 없다고 한다.
- 그는 비가 오는 날이면 간혹 손자손녀들을 위해 손수 우산을 들고 학교 앞에서 기다리기도 하며, "두 아이는 하늘이 내려준 보물"이라고 말하기도 한다고 한다.[5]
- 젊은 시절 그는 부친이 사무실에서 먹는 과일의 당도 또한 먼저 맛을 본 후 부친이 좋아하는 정도의 당도인지 확인을 하고 들여보내곤 하였다고 한다. 그래서 당시에 이병철 전 삼성그룹 회장 비서실팀 직원들은 사무실 옆의 간이 주방에서 꼼꼼하게 과일을 챙기는 그를 두고 ‘감독관’이라 칭하기도 하였다고 한다.[6]
- 다른 형제들과는 사이가 다 무난하게 좋은듯 하다. 이건희와 이맹희는 사이가 앙숙이지만 이명희 회장은 1살 터울의 오빠인 이건희 회장과 유독친한듯 공식석상에 같이 있는 모습이 포착되기도 했으며, 이맹희 명예회장과도 친하다고 한다.